# Mandimba (distrito)

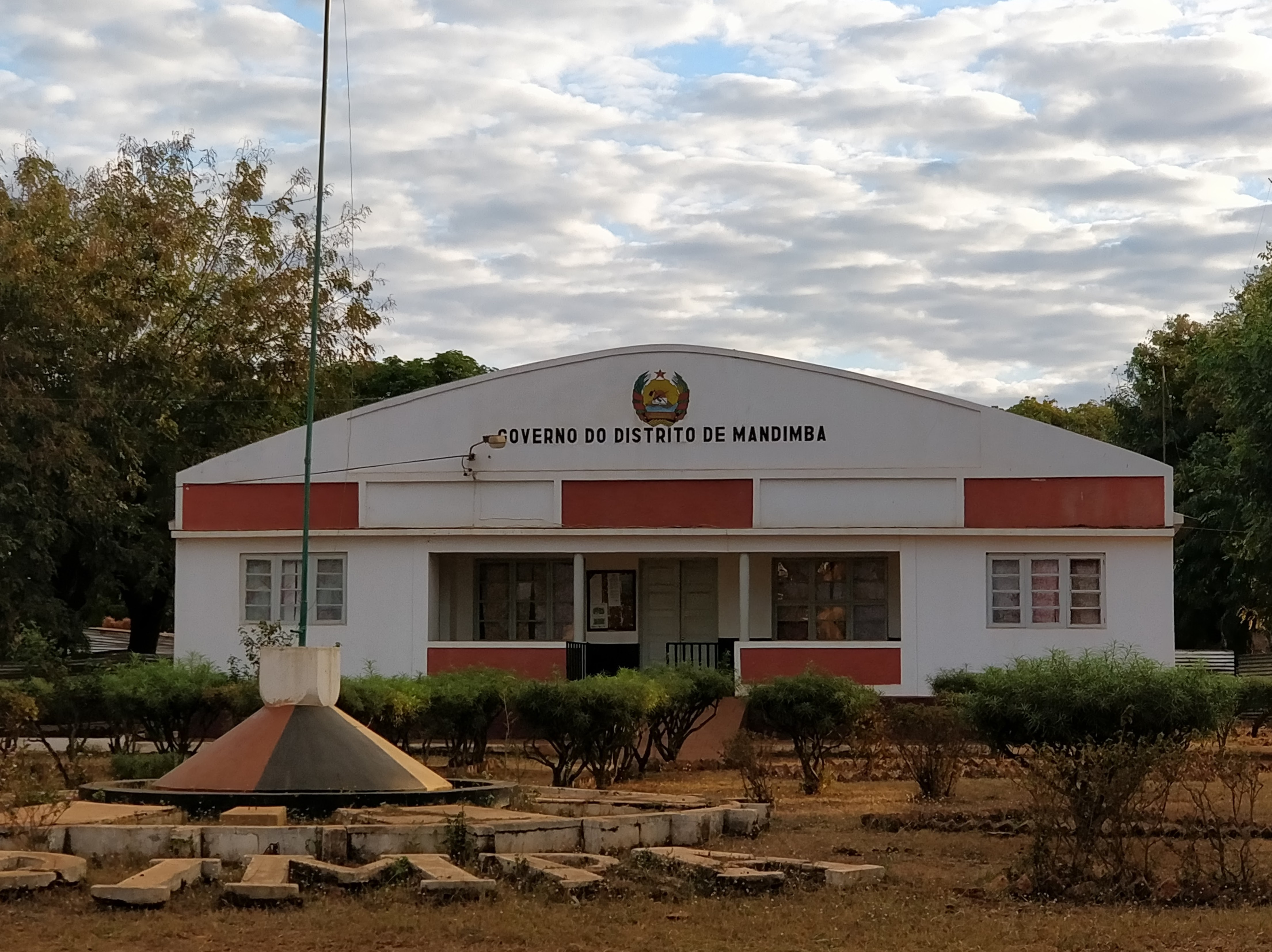
Governo do Distrito de Mandimba

localização do distrito de Mandimba em Moçambique

Mandimba é um distrito situado na província de Niassa, em Moçambique, com sede na vila de Mandimba. Tem limite a norte com o distrito de N'gauma, a leste com os distritos de Majune, Maúa e Metarica, a sul com os distritos de Cuamba e Mecanhelas, e a oeste uma fronteira de 110 km com a República do Malawi.

## Demografia
Em 2007, o Censo indicou uma população de 133 648 residentes. Com uma área de 4385  km², a densidade populacional rondava os 30,48 habitantes por km². Esta população representa um aumento de 59,1% em relação aos 84 011 habitantes registados no Censo de 1997.

## Divisão administrativa
O distrito está dividido em dois postos administrativos (Mandimba e Mitande), compostos pelas seguintes localidades:
- Posto Administrativo de Mandimba:
  - Mandimba e
  - Meluluca
- Posto Administrativo de Mitande:
  - Mitande

## Economia
A economia do distrito é dominada pela agricultura familiar, de subsistência. As principais culturas são o milho, a mapira, o feijão, a mexoeira, a mandioca, o arroz, o amendoim e produtos hortícolas. A agricultura comercial está muito pouco desenvolvida, destacando-se como cultura de rendimento o tabaco.